# Solo tutto
Solo tutto è il secondo album in studio del rapper italiano Massimo Pericolo, pubblicato il 26 marzo 2021 dalle etichette discografiche Pluggers, Lucky Beard Rec e Epic Records.
L'album è stato posizionato all'undicesimo posto della classifica dei 20 migliori dischi italiani dell'anno stilata dalla rivista Rolling Stone Italia.

## Antefatti
La data di pubblicazione dell'album è stata annunciata dal cantante il 20 febbraio 2021 tramite il suo profilo Instagram, mentre la lista tracce è stata rivelata durante una diretta su Twitch il 17 marzo.

## Descrizione
Composto da quindici tracce, il disco presenta le produzioni di Crookers, Nic Sarno e Goedi. In un'intervista per Rockol, il cantante ha detto che il disco è dedicato a Martina, un'amica d'infanzia deceduta a luglio 2020. Alcuni brani, come Casa Nuova, sono stati scritti durante il periodo di lockdown dovuto al diffondersi della pandemia di COVID-19; secondo Internazionale il disco è riassumibile nel singolo Bugie, che «affronta temi come l’ipocrisia, gli equivoci del successo, il rapporto con il padre, una figura quasi sempre assente nella sua vita, ma si lancia anche in una feroce denuncia».

## Accoglienza
| Recensione | Giudizio |
| ---------- | -------- |
| Ondarock   | 7/10     |
| Rockit     | Positivo |
| Rockol     | 7/10     |

Il disco è stato accolto in maniera positiva dalla critica specializzata.
Antonio Silvestri di Ondarock gli ha dato una valutazione di sette su dieci, affermando che le produzioni di Crookers, Nic Sarno e Goedi rendono Solo tutto «un lavoro più completo rispetto all’esordio, quasi il compimento di quelle intuizioni, anche senza poterne replicare appieno la forza dirompente e l’effetto sorpresa»; lo stesso punteggio è stato assegnato da Claudio Cabona di Rockol, secondo il quale nel disco «non mancano la strada, la provincia, gli infami, le botte, l’amicizia, la famiglia». Prosegue la recensione comparando l'album a un romanzo «distorto» di Irvine Welsh e a un film di Claudio Caligari. In una recensione positiva, Dario Falcini di Rockit lo ha definito un «racconto di storie e di mondi e non solo dei propri demoni», aggiungendo che «la traccia finale ti lascia addosso malessere vero, disturbi, interrogativi e la certezza di aver donato del tempo a uno che se lo meritava tutto».

## Tracce
1. Casa nuova (feat. Venerus) – 3:04 (testo: Alessandro Vanetti, Andrea Venerus – musica: Francesco Barbaglia, Nicola Simone Polo Demaria)
2. Debiti – 2:24
3. Cazzo culo (feat. Salmo) – 3:53 (testo: Alessandro Vanetti, Maurizio Pisciottu – musica: Francesco Barbaglia, Nicola Simone Polo Demaria)
4. Sai solo scopare! – 3:07
5. Airforce (feat. Madame) – 3:40 (testo: Alessandro Vanetti, Francesca Calearo – musica: Francesco Barbaglia)
6. G – 3:10
7. Bugie – 3:49
8. 100K – 3:30 (testo: Alessandro Vanetti – musica: Francesco Barbaglia, Diego Montinaro)
9. Troia (feat. J Lord) – 3:34 (testo: Alessandro Vanetti, Lord Johnson – musica: Francesco Barbaglia)
10. Bang Bang – 2:21
11. Fumo – 3:50
12. Beretta – 2:42
13. Solo Sex – 2:56 (testo: Alessandro Vanetti – musica: Francesco Barbaglia, Nicola Simone Polo Demaria)
14. Brebbia 2012 – 2:48 (testo: Alessandro Vanetti – musica: Francesco Barbaglia, Nicola Simone Polo Demaria)
15. Stupido – 3:07

## Classifiche

### Classifiche settimanali
| Classifica (2021) | Posizione massima |
| ----------------- | ----------------- |
| Italia            | 1                 |
| Svizzera          | 55                |

### Classifiche di fine anno
| Classifica (2021) | Posizione |
| ----------------- | --------- |
| Italia            | 28        |
| Classifica (2022) | Posizione |
| Italia            | 100       |